# Oliver Frljić
Oliver Frljić (ur. 31 marca 1976 w Travniku) – chorwacki reżyser teatralny i dramaturg.

## Kariera
Karierę sceniczną rozpoczął od współpracy z amatorską grupą teatralną Le Cheval, działającą w studenckim ruchu teatralnym. W 2002 ukończył studia z zakresu filozofii i kultury religijnej w jednej z uczelni jezuickich, a następnie z zakresu reżyserii teatralnej na Akademii Sztuk Dramatycznych w Zagrzebiu. Po studiach współpracował z Teatrem Narodowym Istrii i grupą teatralną KUFER. Sztuki, które reżyserował wystawiano na festiwalach w Chorwacji i Czarnogórze, a także na festiwalach sztuk niezależnych w Wiedniu, Hamburgu i Berlinie. Pierwsze nagrody przyniosły mu inscenizacje dla dzieci, prezentowane w Chorwacji i w Serbii. Spektakl Turbo-folk w reżyserii Frljicia otrzymał nagrodę Grand Prix na Międzynarodowym Festiwalu Teatralnym w Zagrzebiu, a w 2009 główną nagrodę na festiwalu małych form teatralnych w Rijece. 
Opinię skandalisty przyniosła mu inscenizacja sztuki poświęconej śmierci b. premiera Serbii Zorana Đinđicia, wystawiona na deskach belgradzkiego teatru Atelje 212. Sztuka została wyróżniona nagrodą Grand Prix 47 edycji belgradzkiego festiwalu teatralnego Bitef. W tym samym roku w Dubrowniku wystawiał sztukę Śmierć Dantona Büchnera. Zabijanie kurczaków na scenie doprowadziło do zakazu wystawiania sztuki, wydanego przez chorwackie służby weterynaryjne. W 2012 rozpoczął współpracę z teatrem satyrycznym Kerempuh. Na scenie tego teatru wystawił sztukę Gospođa ministarka Branislava Nušicia.
Po sukcesach spektakli reżyserowanych przez Frljicia w Düsseldorfie i Lublanie, w 2013 reżyser rozpoczął współpracę z Narodowym Starym Teatrem w Krakowie. Nieboska komedia. Szczątki – spektakl na motywach dramatu Krasińskiego miała przedstawiać problem polskiego antysemityzmu, ale do jego premiery nie doszło. Decyzję o odwołaniu podjął ówczesny dyrektor teatru Jan Klata, co przez część środowiska teatralnego uznane zostało za akt cenzury. Na łamach pisma Didaskalia ukazał się blok tekstów relacjonujących zdarzenia oraz opisujących, jak wyglądać miało przedstawienie. Oliver Frljić wcześniej pokazywał w Polsce jeden spektakl – Przeklęty niech będzie zdrajca swej ojczyzny wyreżyserowany w Teatrze Mladinsko w Lublanie. W 2015 Frljić powrócił do Krakowa, gdzie w Teatrze POP UP przygotował spektakl Nie boska komedia. Wyznanie, który opowiadał historię konfliktu w Narodowym Starym Teatrze. W 2017 (premiera 18 lutego) wystawił kolejne kontrowersyjne przedstawienie– „Klątwę” (na motywach dramatu Stanisława Wyspiańskiego pod tym samym tytułem) w Teatrze Powszechnym w Warszawie. Przeciwnicy spektaklu zarzucali reżyserowi naruszanie wartości chrześcijańskich, polskich tradycji oraz obrazę uczuć religijnych. Przedstawienie podejmowało między innymi temat nadużyć seksualnych w polskim Kościele katolickim i przez  „Gazetę Wyborczą”,  „Dwutygodnik” oraz  „Krytykę polityczną” zostało uznane za najlepszy spektakl ostatnich lat w polskim teatrze.
Występy gościnne w Maxim Gorki Theater z warszawską Klątwą w 2017 roku, w ramach których dano dwa przedstawienia (7 i 8 czerwca), zaowocowały podjęciem przez reżysera wieloletniej współpracy z tą berlińską sceną. Pierwszym dziełem Frljicia zrealizowanym dla Maxim Gorki Theater był spektakl zatytułowany Gorki – Alternative für Deutschland? [Gorki – alternatywa dla Niemiec?] (premiera: 15.03.2018). Spośród prac scenicznych zrealizowanych przez Frljicia w Maxim Gorki Theater największy sukces odniosło Sprawozdanie dla Akademii na podstawie opowiadania Franza Kafki (premiera: 8.02.2019). W sezonach 2022/23 i 2023/24 Frljić był jednym z dyrektorów artystycznych (Co. Artistic Director) w Maxim-Gorki Theater.
           W ostatnich latach Frljić w swojej pracy reżyserskiej często odwołuje się do dzieł Franza Kafki. W 2016 roku w Staatschauspiel Dresden zrealizował Requiem für Europa na motywach Kafkowskiego opowiadania Szakale i Arabowie. W 2019 roku w berlińskim Maxim Gorki Theater przygotował Sprawozdanie dla Akademii. W 2023 roku w  Lietuvos Nacionalinis Dramos Teatras w Wilnie wyreżyserował Przemianę, która w 2024 roku została zaprezentowana podczas Międzynarodowego Festiwalu Teatralnego „Kontakt” w Toruniu. W 2024 roku w Maxim Gorki Theater podjął pracę nad adaptacją sceniczną Procesu Kafki (premiera: 21.09.2024). Interesującą koncepcją reżyserską było wprowadzenie w tym spektaklu dwóch rozpraw sądowych: Józefa K. oraz Franza Kafki, który występował przed wyimaginowanym trybunałem sprawiedliwości jako autor powieści oskarżony o to, że w Procesie opisał mechanizmy funkcjonowania tajemniczego sądu. Mowa obronna Kafki  – akcentująca, iż twórca nie może odpowiadać za to, że w kształtowanej przez niego fikcji są odnajdywane elementy rzeczywistości – stanowiła ostrą wypowiedź autotematyczną reżysera, nawiązującą do kontrowersji, protestów i skandali towarzyszących odbiorowi dzieł Frljicia, który „regularnie jest atakowany za to, że jego sceniczne analizy artystyczne odczytywane są nie jako fikcja, ale rzeczywistość (choćby w przypadku realizacji Klątwy w warszawskim Teatrze Powszechnym)”. 